# Séby
 Séby  es una población y comuna francesa, en la región de Aquitania, departamento de Pirineos Atlánticos, en el distrito de Pau y cantón de Arzacq-Arraziguet.

## Demografía
| 181 | 184 | 166 | 178 | 167 | 171 |
| Para los censos de 1962 a 1999 la población legal corresponde a la población sin duplicidades (Fuente: INSEE [Consultar]) |     |     |     |     |     |